# マイノット・スカイロケッツ
マイノット・スカイロケッツ（Minot SkyRockets）は、コンチネンタル・バスケットボール・アソシエーション（以下CBA）に加盟しているアメリカ合衆国のプロバスケットボールチーム。本拠地はノースダコタ州マイノット。

## 歴史
2005年、スクウェア・エニックスに勤めていた長谷川和美が独立して、カリフォルニア州サンノゼにチームを設立した。CBAと同じくアメリカのマイナーリーグであるABAの新チームとして2005-06シーズンより始動。オーナーの長谷川は台湾台北市出身、群馬県育ちの女性で、12歳のときに渡米した。アジア系女性として初めてプロスポーツのオーナーになった人物である。
2005-06シーズンは29勝5敗の好成績でディビジョン優勝を果たしたが、ABAグレートエイト（ベスト8）においてロチェスター・レザーシャークスに敗れた。シーズン後、ABAを脱退してCBAに新加盟した。